# Noto (Sicilia)
Noto es un municipio italiano de 23 766 habitantes ubicado en el sur de Sicilia. Perteneciente al libre consorcio municipal de Siracusa, sucesor de la extinta provincia homónima, la localidad da nombre al Val di Noto.

## Toponimia
El topónimo de la localidad en italiano es Noto. En latín Neetum y Netum y en siciliano Notu.

## Geografía
Noto queda a 32 km al suroeste de Siracusa y está en la parte suroeste de la provincia a los pies de los montes Ibleos. Su costa, entre Avola y Pachino, da el nombre al golfo homónimo. Los 550 km² del municipio hacen de Noto el más grande de Sicilia y el cuarto de Italia.

## Historia
La ciudad antigua, Noto Antica, queda 8 km directamente al norte sobre el monte Alveria. Era la antigua Netum, una ciudad de origen sículo, dejada a Hierón II por los romanos por el tratado de 263 a. C. y mencionada por Cicerón como un foederata civitas (Verr. v. 51, 133), y por Plinio como Latinae conditionis (Hist. Nat. iii. 8. 14). Según la leyenda, Dédalo se detuvo aquí después de su vuelo sobre el mar Jónico, así como Hércules, después de su séptimo trabajo.
En la época romana, se opuso al pretor Verres. En 866 fue conquistada por los árabes, quienes la elevaron a capital de uno de los tres distritos de la isla (el Val di Noto). Más tarde fue una rica ciudad normanda.
En los siglos XVI y XVII, la ciudad vio surgir a varios intelectuales notables, como Giovanni Aurispa, los juristas Andrea Barbazio y Antonio Corsetto, así como el arquitecto Matteo Carnelivari: en 1503 el rey Fernando III le dio el título de civitas ingeniosa («ciudad ingeniosa»).
En los siglos siguientes, la ciudad se expandió ampliando sus límites medievales; y nuevos edificios, iglesias y conventos fueron construidos. Estos, sin embargo, quedaron totalmente destruidos por el terremoto del 11 de enero de 1693. La devastación de la ciudad del monte Alveria fue acompañada por su economía, que descansaba principalmente en productos agrícolas como el vino, el aceite, los cereales, el arroz, el algodón, y sus famosas artesanías.
La ciudad actual, reconstruida después del terremoto sobre la orilla izquierda del río Asinaro, fue planeada sobre un sistema de cuadrícula por Giovanni Battista Landolina. Esta nueva ciudad ocupaba una posición más cercana al mar Jónico. La presencia de arquitectos como Rosario Gagliardi, Francesco Sortino y otros, hicieron del nuevo Noto una obra maestra del barroco siciliano, llamado el «Jardín de piedra» por Cesare Brandi. Las nuevas estructuras se caracterizan por una piedra de toba muy suave, que bajo la luz del sol asume una tonalidad típicamente melosa.

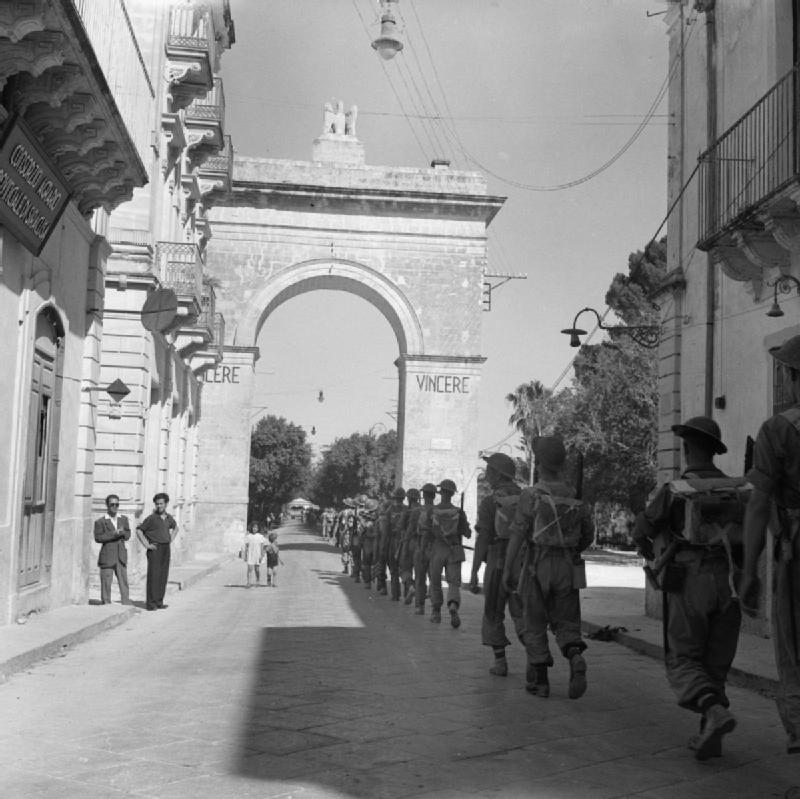
Tropas británicas en las calles de Noto en 1943

La ciudad, que había perdido su estatus de capital provincial en 1817, se rebeló contra la Casa de Borbón el 16 de mayo de 1860, dejando sus puertas abiertas a Giuseppe Garibaldi y su expedición. Cinco meses después, el 11 de octubre, un plebiscito selló la anexión de Noto al Piamonte.
En 1844, Noto fue elegida sede obispal, pero en 1866 sufrió la abolición de las guildas religiosas, que estaban hondamente unidas a las estructuras y edificios de la ciudad.
Noto fue liberada de la dictadura fascista en julio de 1943. En el referéndum de 1946, el pueblo de Noto votó a favor de la monarquía.

## Demografía
| Gráfica de evolución demográfica de Noto entre 1861 y 2001 |
|                                                            |
| Fuente ISTAT - elaboración gráfica de Wikipedia            |

## Lugares de interés
Noto forma parte del lugar Patrimonio de la Humanidad declarado por la Unesco en 2002 denominado «Ciudades del barroco tardío de Val di Noto», en concreto con el código 1024-005. Es famoso por sus bellos edificios de comienzos del siglo XVIII, considerados entre las principales obras maestras del estilo barroco siciliano.

### Palacios y otros edificios

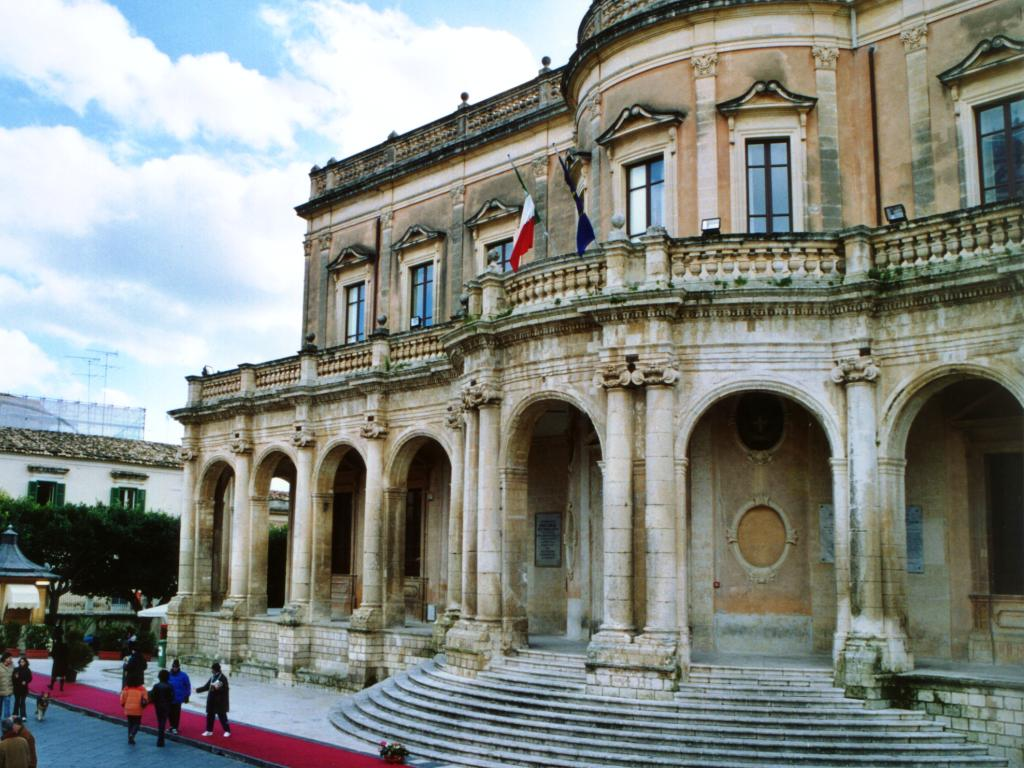
Una vista del ayuntamiento de Noto.

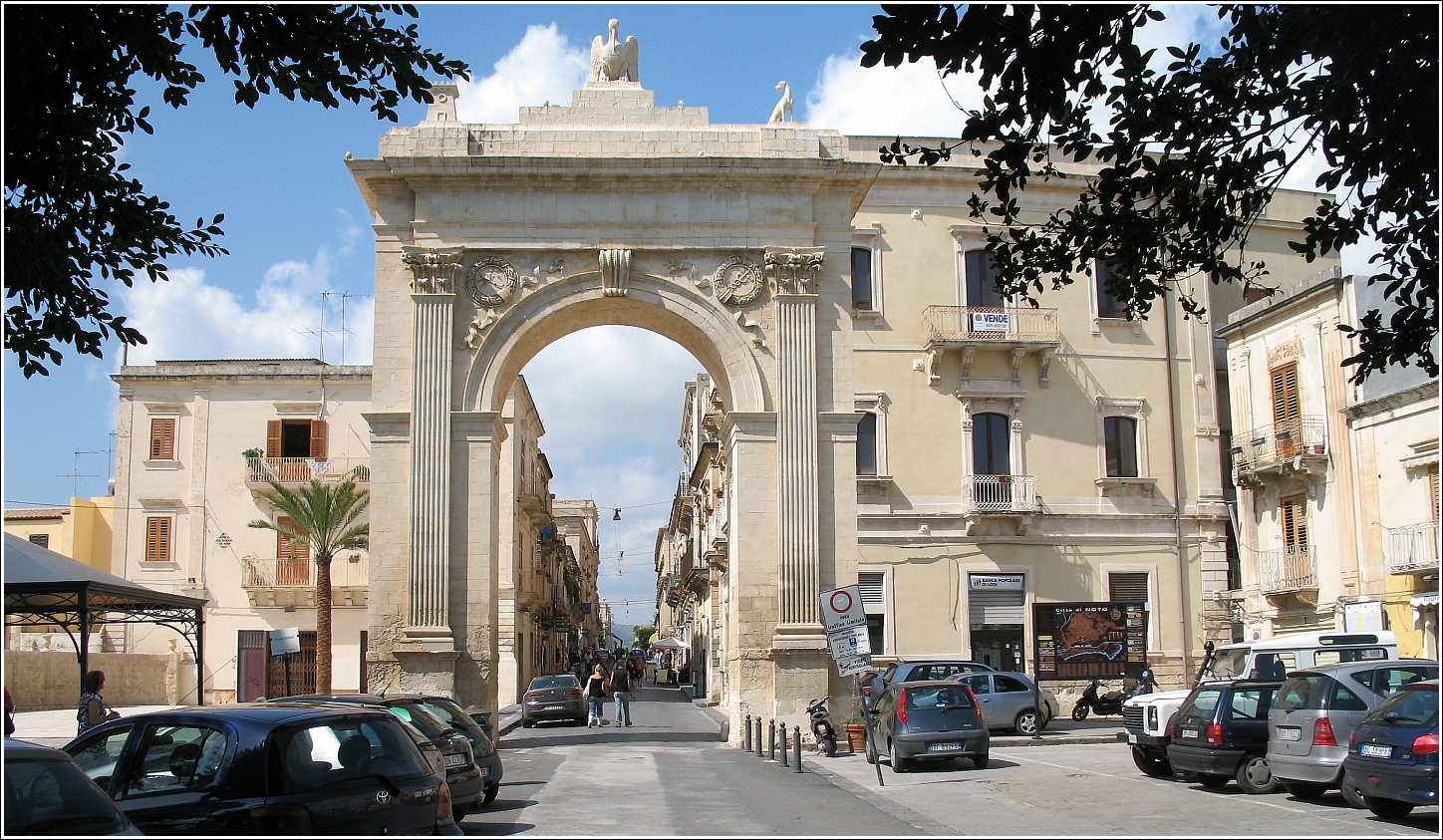
Porta Reale.

- Palacio Ducezio, el actual Ayuntamiento. Diseñado por Vincenzo Sinatra, alberga frescos de estilo neoclásico obra de Antonio Mazza.
- Palacio Astuto.
- Palacio Villadorata en la Via Nicolaci que fue construido por P. Labisi en 1733.

### Edificios religiosos
- Catedral de San Nicolò di Mira (terminada en 1776).
- Iglesia de Santa Caterina.
- Iglesia de San Corrado.
- Iglesia del Collegio di San Carlo.
- Iglesia del Sacro Nome di Gesu.
- Monasterio de Santa Chiara (1735), diseñado por Gagliardi. Tiene planta oval, con el interior dividido por doce columnas albergando una Virgen con Niño del siglo XVI.
- Iglesia de San Michele Arcangelo.
- Iglesia de Santa Maria della Scala.
- Iglesia del Santissimo Salvatore.

- Biblioteca municipal.
- Iglesia de San Nicola di Mira.

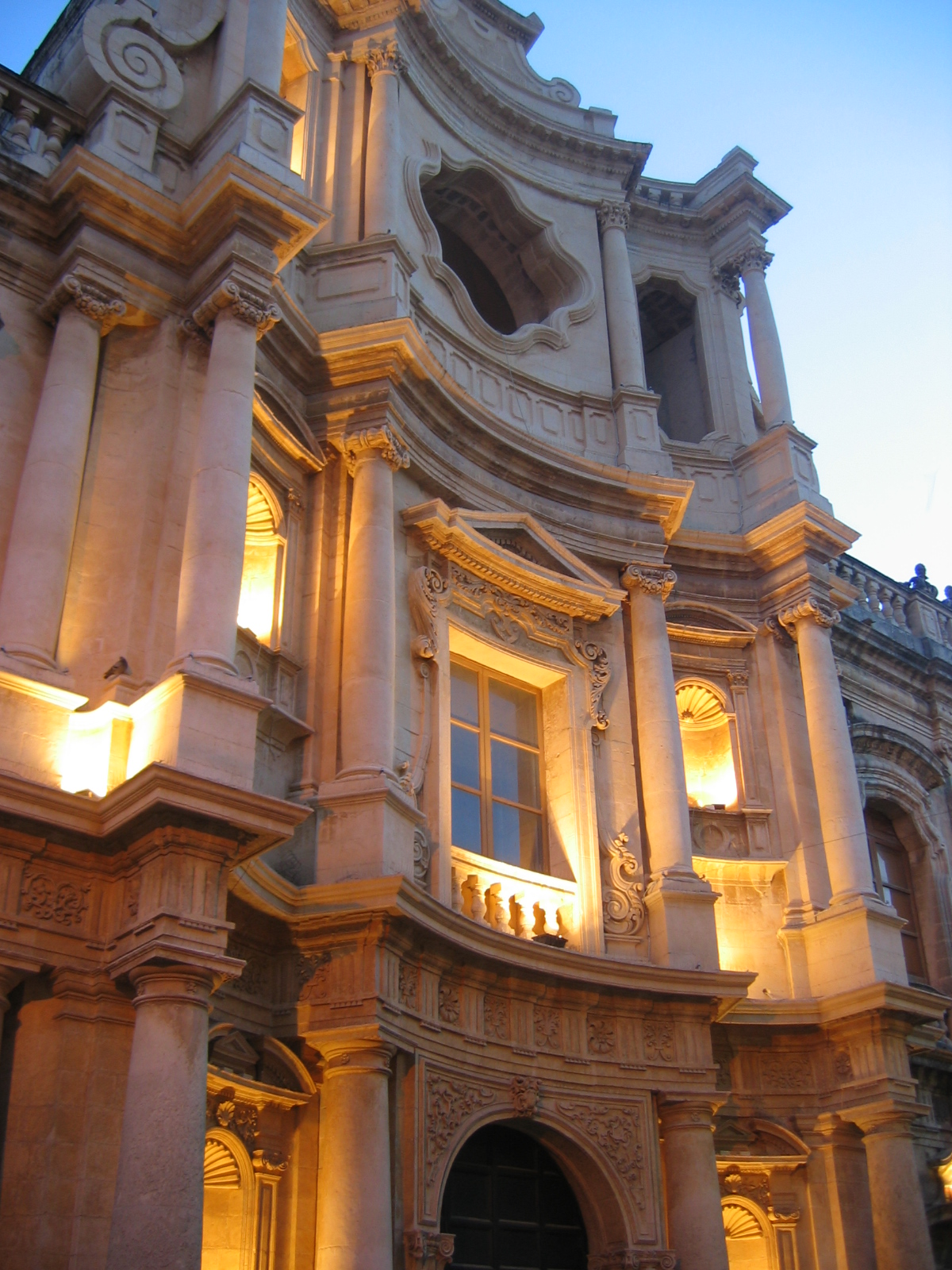
La iglesia dedicada a San Carlos Borromeo (Chiesa di San Carlo al corso).

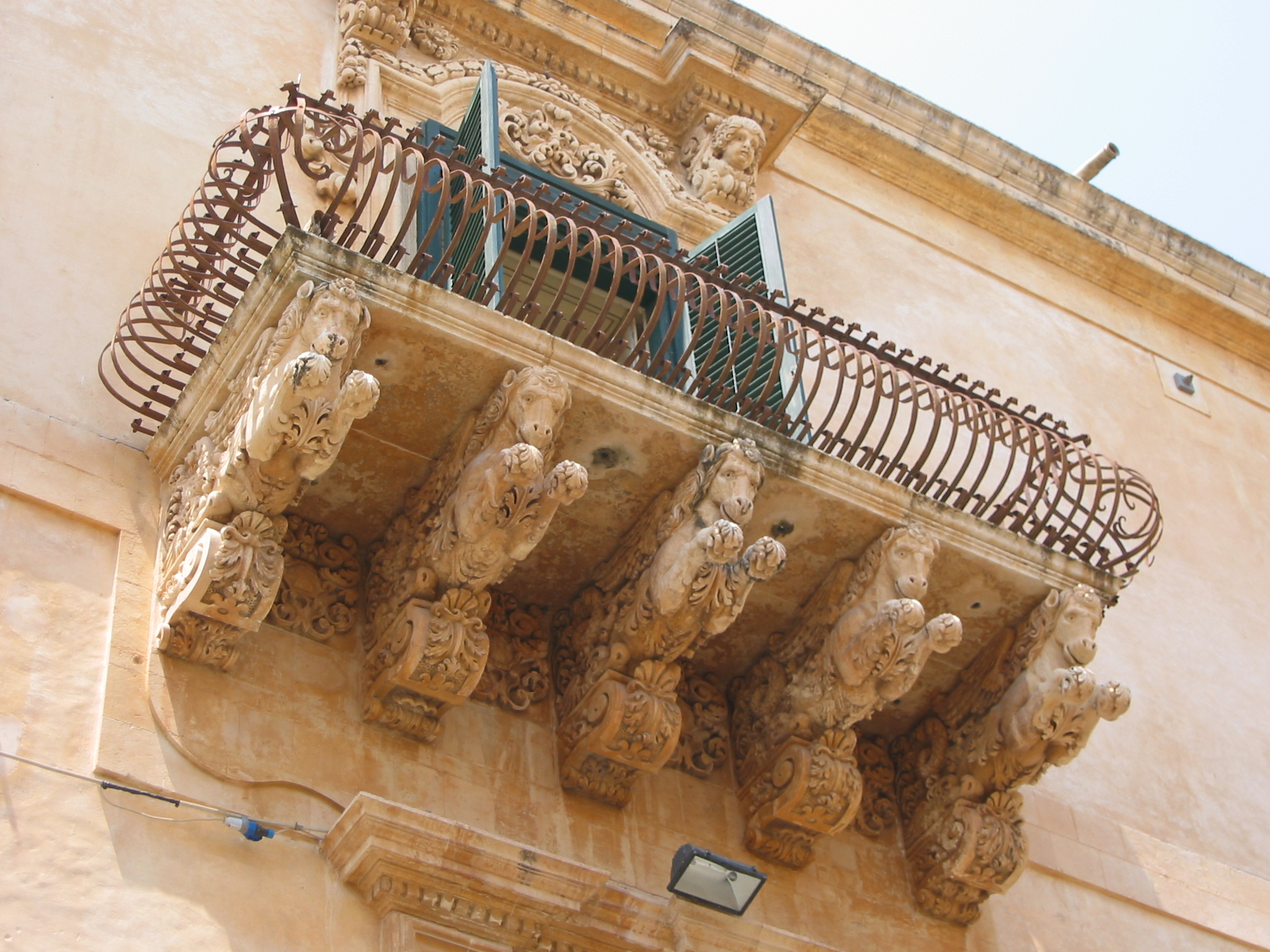
Un balcón del palacio Villadorata.

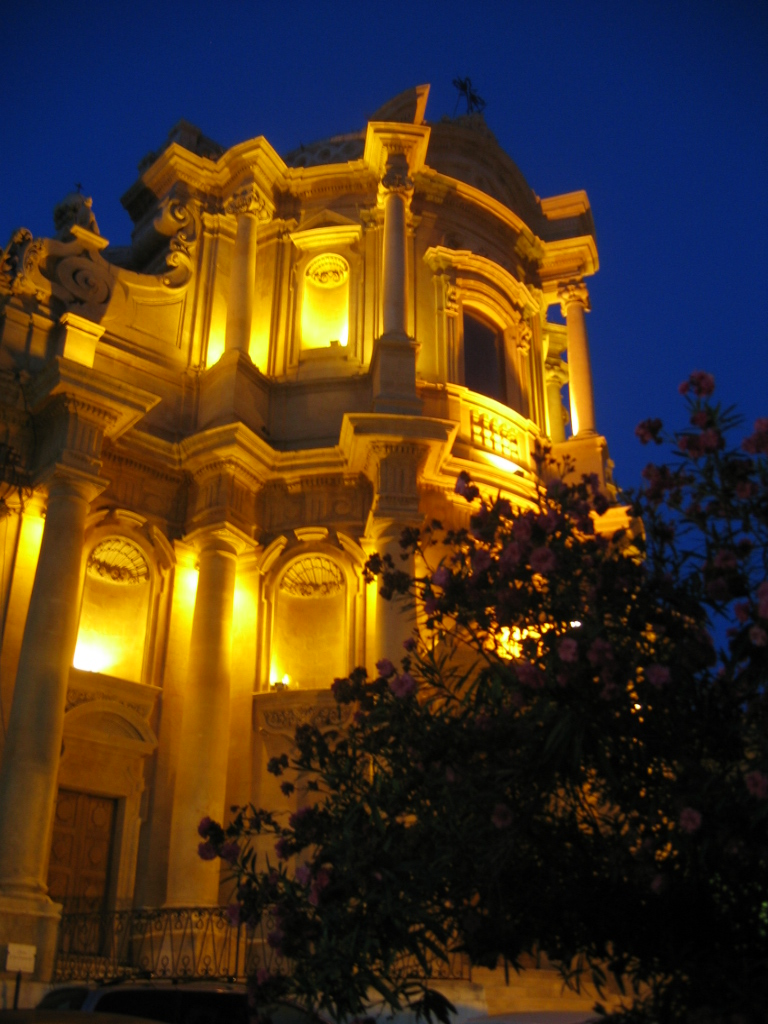
La iglesia dedicada a Santo Domingo (Chiesa di San Domenico).

- Iglesia de Santa Chiara, con una preciosa Virgen de Antonello Gagini.
- Iglesia de San Francesco d'Assisi (Immacolata).
- Iglesia del Spirito Santo.
- Iglesia del Ecce Homo.
- Iglesia de Santa Maria dell'Arco.
- Iglesia de las Anime Sante del Purgatorio («Almas Santas del Purgatorio»).
- Iglesia de Santa Maria della Rotonda.
- Iglesia de la Santissima Trinità.
- Iglesia de San Carlo al Corso (por Rosario Gagliardi, dedicada a san Carlos Borromeo).
- Iglesia de Santa Maria del Carmelo.
- Iglesia de San Pietro Martire.
- Iglesia de San Michele Arcangelo.
- Iglesia de San Domenico (por Rosario Gagliardi).
- Iglesia de Sant'Antonio Abate.
- Iglesia de Santa Caterina.
- Iglesia del Crociferio di San Camillo.
- Iglesia de Montevergine (San Girolamo).
- Iglesia de Santissimo Salvatore.
- Iglesia de San Andrea Apostolo.
- Iglesia de San Pietro delle Rose (Santos Pedro y Pablo).
- Iglesia del SS. Crocifisso.
- Iglesia de Sant'Egidio Vescovo.
- Iglesia de Santa Maria del Gesù.
- Iglesia de la Annunziata.
- Iglesia de Santa Agata.

### Hallazgos arqueológicos
Los restos de los primeros pobladores de Noto están casi completamente ocultos debajo de las ruinas de la ciudad medieval, salvo por tres cámaras talladas en la roca. Una destaca por una inscripción en la biblioteca de Noto que había pertenecido al gymanasium, mientras que las otras dos eran heroa (santuarios dedicados a héroes). Pero las excavaciones han sacado a la luz cuatro cementerios del tercer período sículo, y uno del periodo griego, de los siglos III y II a. C. También hay catacumbas del periodo cristiano y algunas tumbas bizantinas.
A unos seis kilómetros al sur de Noto, en la ribera izquierda del Telaro (Helorus) hay una columna de piedra de unos 10 metros de alto, que se cree que conmemora la rendición de Nicias. En el siglo III a. C. se excavó una tumba en la zona rectangular que lo rodea, destruyendo aparentemente una tumba preexistente. El enterramiento posterior pertenece a la necrópolis de la pequeña ciudad de Trey, a 750 metros al sureste, algunos de cuyos restos se han descubierto. Era una avanzadilla de Siracusa, perteneciente probablemente al siglo VI a. C.

## Cultura
En el distrito de Noto se instaló un radiotelescopio de 32 metros de diámetro (la estación Noto VLBI) por el Istituto di Radioastronomia di Bologna como parte del Consiglio Nazionale delle Ricerche. Trabaja en colaboración con un instrumento similar sito en Medicina, Bolonia.
La ciudad celebra un festival de flores anual, la Infiorata, cada mayo desde los años 1980, llenando las calles con obras de arte florales.